# Mary Josephine Benson
Mary Josephine Benson, geboren als Mary Josephine Trotter (20 maart 1887 – 31 augustus 1965), was een Canadese dichter en journalist.

## Biografie
Benson werd in 1887 geboren in Port Hope in Ontario als dochter van John Edwin Trotter, een dominee, en zijn echtgenote Jane Morphy. Ze had vier zussen. Op 13 september 1915 trouwde ze met Dr. Harry Wordsworth Benson. Zij bleven bij elkaar tot zijn dood in 1946 en kregen twee zonen, Philip en John. Benson overleed in 1965 en ligt begraven op het Union Cemetery van Port Hope.

## Geschreven werken
Voor haar huwelijk werkte Benson voor de Canadian Courier tussen 1912 en 1914 en voor Everywoman's magazine. Tijdens haar huwelijk bleef zij voor verschillende bladen schrijven. Ook onderhield Benson contact met verschillende vrouwelijke schrijvers.
Naast informatieve stukken, schreef Benson ook gedichten. In 1921 publiceerde ze My pocket Beryl, een bundeling van gedichten. In deze bundel komen gedichten bijeen in grote variatie van onderwerp. Zo schreef ze een gedicht over kerst, maar ook moederschap en oorlog inspireerden deze gedichten. In deze periode werden haar gedichten goed ontvangen, hoewel My pocket Beryl tegenwoordig als 'vergeten boek' wordt aangemerkt.